# John Steinbeck
John Ernst Steinbeck, Jr., född 27 februari 1902 i Salinas i Monterey County, Kalifornien, död 20 december 1968 i New York i New York, var en amerikansk författare som belönades med nobelpriset i litteratur 1962. Särskilt under 1930-talet var Steinbecks författarskap realistiskt och samhällskritiskt.
Till Steinbecks mest berömda litterära bedrifter hör romanen Möss och människor (1937), Pulitzerpris-vinnaren Vredens druvor (1940) som båda beskriver arbetare under den stora depressionen samt Pärlan. Hans historier kännetecknas av att de bygger på verkliga historiska skeenden och personligheter som tvingas kämpa hårt för att klara tillvaron. Hans litteraturstil brukar beskrivas som naturalism.
Sjutton av Steinbecks arbeten har blivit Hollywoodfilmer, inklusive Det stora kalaset (1945), Pärlan (1947) och Öster om Eden (1955). Han skrev själv flera filmmanuskript och blev nominerad till en Oscar för Alfred Hitchcocks film Livbåt (1945).

## Biografi

### Uppväxt och arbete

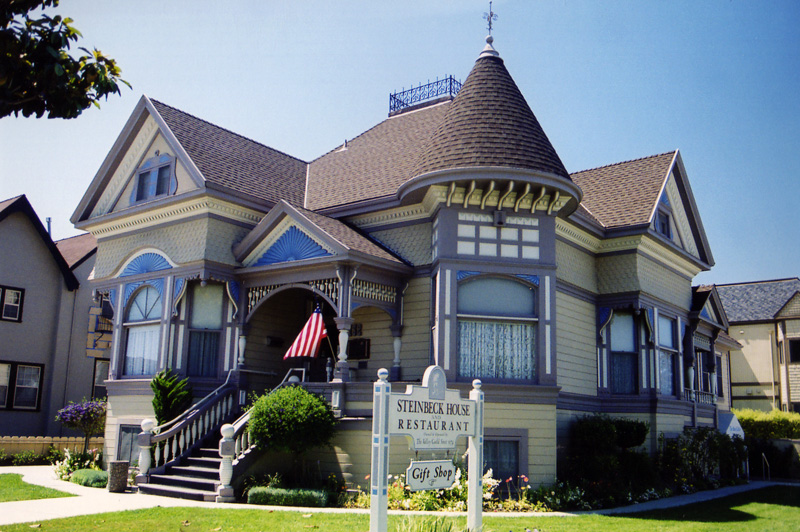
132 Central Avenue, Salinas, Kalifornien som är Steinbecks barndomshem.

John Ernst Steinbeck, Jr föddes den 27 februari 1902 i Salinas, Kalifornien av föräldrar med tysk och irländsk härkomst. Hans farfar Johann Adolf Großsteinbeck hade förkortat namnen när familjen emigrerat till USA. Familjens bondgård i Heiligenhaus i Tyskland har än idag namnet "Großsteinbeck".
Hans far John Steinbeck Sr. tjänstgjorde som skattmästare i Monterey County. Johns mor, Olive Hamilton, en före detta lärare delade Steinbecks passion för att läsa och skriva.
Han inledde 1919 studier i marinbiologi vid Stanford University, men avbröt studierna 1925 utan att ha tagit examen, för att pröva sin dröm om författarskap. Steinbecks första roman, Blod och guld (1929), blev ett misslyckande. Hans första framgång kom i stället med romanen Riddarna kring Dannys bord (1935) som 1942 blev en film med samma namn.

### Framgång
Steinbecks framgångar kom på allvar med hans berättelser som utspelade sig under den stora depressionen i 1930-talets Kalifornien. Berättelserna kretsar ofta kring mindre bemedlade människor i landsbygdsmiljö, där Möss och människor (1937) blev genombrottet. Kortromanen beskriver två vänner, Lennie och George, som i sitt sökande efter ett arbete vandrar från gård till gård. Lennie är efterbliven och har svårt att skilja mellan rätt och fel, varför George blir tvungen att hålla ett öga på honom. Men Lennie råkar ändå döda en kvinna på den nya gården och flyr till ett gömställe som de bestämt tidigare.
Boken Möss och människor var ursprungligen en teaterpjäs, men skrevs om till en roman då den inte uppskattades av folket. Som roman blev den dock accepterad, och Steinbeck gav senare ut versionen i pjäs som då äntligen blev accepterad. Titeln är en referens till den skotska poeten Robert Burns. Pjäsen blev även en film 1939 där Lon Chaney Jr. spelade Lennie och Burgess Meredith spelade George.
År 1939 lyckades Steinbeck överträffa allt annat som han tidigare skrivit med romanen Vredens druvor (1939), en bok där Steinbeck följer familjen Joad, som inte lyckas få bärgning från sitt lantbruk i Oklahoma och flyttar till Kalifornien. Romanen baserar sig på artiklar som Steinbeck skrev under sin tid som journalist i San Francisco. Vredens druvor anses av många vara Steinbecks främsta verk och belönades 1940 med Pulitzerpriset. Även Vredens druvor filmatiserades med Henry Fonda i en av rollerna och regisserades av John Ford. Filmen ansågs kontroversiell på grund av att den delvis reflekterade Steinbecks politiska åsikter. Kontroversen resulterade i att boken blev bannlyst i kommunen Kern County från allmänna bibliotek och skolor under åren 1939–1941.

### 1940–1960
Steinbeck skilde sig 1943 från sin första fru Carol Henning för att strax därefter gifta om sig med Gwyn Conger samma år. De fick två söner, Tomas Myles 1944 och John IV 1946. De skilde sig 1948. Två år senare gifte Steinbeck sig en tredje gång med Elaine Scott, skådespelaren Zachary Scotts tidigare fru. De var gifta till Steinbecks död 1968. Steinbeck fick ett barnbarn.
Steinbecks intresse för marinbiologi och vänskapen med Ed Ricketts resulterade i en resa i Californiaviken. Steinbeck influerades starkt under resan av intryck och upplevelser vilket sägs ha påverkat skrivandet. Sällskapet med Ed Ricketts gav Steinbeck vilorum från skrivandet och tid för reflektioner och idéer. Karaktären "Doc" i Det stora kalaset (1945) är baserad på Ed Ricketts. Vänskapen tog dock slut när Steinbeck flyttade från Kalifornien för att komma ifrån sin fru Carol.
Under andra världskriget tjänstgjorde Steinbeck som krigskorrespondent för tidningen New York Herald Tribune. Under den tiden utvecklade han en vänskap med Will Lang Jr. från Time/Life Magazine. Flera av Steinbecks artiklar från hans tid som krigskorrespondent har samlats i verket Det var en gång ett krig (1958).
Romanen Månen har gått ned (1942) som behandlar motståndet mot nazismen under andra världskriget, i en ockuperad by i norra Europa, blev film nästan omedelbart. I boken är det underförstått att landet i fråga är Norge och 1945 mottog Steinbeck Haakon VII:s frihetskors för sina litterära bidrag till den norska frihetsrörelsen.
Efter kriget skrev han Pärlan (1947), som därefter filmatiserades i Mexiko. Under resan till Mexiko inspirerades Steinbeck av historien om Emiliano Zapata och skrev ett manuskript som regisserades av Elia Kazan. Pärlan ger en inblick i indianernas liv och deras kamp i att överleva den vite mannens jakt efter rikedomar. År 1948 reste Steinbeck genom Sovjetunionen tillsammans med fotografen Robert Capa. Samma år blev han invald i amerikanska akademin för konst och litteratur (American Academy of Arts and Letters).
Efter sin skilsmässa från Gwyndolyn Conger och bortfallet av den nära vännen Ed Ricketts, skrev Steinbeck en av sina mest berömda romaner Öster om Eden (1952). Han skrev boken delvis för att ge sina söner tankar om deras ursprung och ansåg den själv vara sitt främsta livsverk. Efter framgången med Viva Zapata! (1952) samarbetade Steinbeck med regissören Kazan för att filmatisera Öster om Eden (1955), som blev James Deans debutfilm. Själv ansåg Steinbeck att Dean uppträdde arrogant, men tyckte däremot att han var lämplig att spela Cal Trask.
Steinbecks sista roman Missnöjets vinter (1961) blev hårt kritiserad och uppnådde aldrig någon popularitet. Romanen beskriver det moraliska förfallet i amerikansk kultur.
År 1962 erhöll Steinbeck Nobelpriset i litteratur och Svenska Akademien motiverar priset genom "för hans på en gång realistiska och fantasifulla berättarkonst, utmärkt av medkännande humor och social skarpsyn". Steinbeck var för övrigt kritisk till priset i sig, och menade att det riskerar att göra en författare lättjefull. Hans tacktal var: "Innerst inne kanske jag har känt tvekan om jag verkligen förtjänar Nobelpriset i jämförelse med andra författare som jag hyser den djupaste respekt för – men ingen kan ifrågasätta den glädje och stolthet jag själv känner över att själv ha tilldelats priset. Det är kutym att prisets mottagare säger något personligt eller lärt om litteraturkonsten, dess natur och riktning. Men vid detta tillfälle tror jag det vore lämpligt att fundera över de plikter och det ansvar som åligger skaparna av litteratur. Så stor är Nobelprisets och denna plats prestige att jag är förpliktad, inte att gnälla som en tacksam och ursäktande musa utan ryta som ett lejon över stoltheten i mitt yrke och stoltheten över de stora och goda män som har ägnat sig åt det genom århundradena."
1964 tilldelades Steinbeck Förenta Staternas Frihetsmedalj (United States Medal of Freedom) av president Lyndon Johnson. År 1967 reste Steinbeck till Vietnam för att rapportera om kriget där. Steinbecks åsikt var att kriget i Vietnam var en heroisk insats och han blev därför ansedd som en krigshetsare. Hans båda söner tjänstgjorde i Vietnamkriget före hans död.
Den 20 december 1968 dog John Steinbeck i New York, på grund av hjärtfel, eventuellt i en hjärtattack.

### Efterdyningar
Området Salinas i Kalifornien var spelplats för många av Steinbecks berättelser. Idag kallas området ibland för Steinbecklandet. Steinbecks tidiga hem i staden Salinas har bevarats och är idag ett museum. Även det lilla hus som hans far ägde och där hans första böcker skrevs har bevarats.
Steinbecks arbeten är idag vanliga läskrav i amerikanska och kanadensiska högstadieskolor. På högskolenivå är det mer ovanligt att hans arbeten tas upp.

## Politiska åsikter
Steinbecks litterära bakgrund gjorde att han fick ett nära samarbete med vänsterförfattare, journalister och företrädare för fackföreningar, som kan ha påverkat hans författarskap. Steinbeck nämndes av radikala författare som Lincoln Steffens och hans fru Ella Winter och via Francis Whitaker, en medlem av USA:s kommunistiska parti. Steinbeck mötte även strejkorganisatörer från jordbrukarföreningar.
Steinbeck blev aldrig föremål för officiell utredning från amerikanska federala polisen FBI, men de var enligt uppgift medvetna om hans åsikter. Steinbeck granskades däremot av arméns underrättelsetjänst under andra världskriget för att avgöra hans lämplighet för officerstjänst. De fann honom ideologiskt okvalificerad.
På senare år blev han kritiserad av vänstergrupper som anklagade honom för otillräcklig ideologisk förankring till socialismen. År 1948 anklagade en socialistisk kvinnogrupp i Rom honom för att ha övergått till krigshets och anti-marxism. En artikel i Daily Worker 1955 kritiserar Steinbeck för hans bild av den amerikanska vänstern.

## Verk

### Möss och människor
Möss och människor behandlar en tragedi som först skrevs som en pjäs 1937. Berättelsen är centrerad runt de två resande arbetarna George och Lennie, som försöker få ihop tillräckligt med pengar för att köpa sitt eget jordbruk. Boken berör teman som rasism, ensamhet, fördomar mot mentalt handikappade och kampen för personligt oberoende. Berättelsen har ett flertal bibliska referenser och är tillsammans med Öster om Eden, Vredens druvor och Pärlan en av författarens mest uppskattade böcker. Den har blivit filmatiserad tre gånger, 1939 med Burgess Meredith, Lon Chaney Jr., och Betty Field, 1982 med Randy Quaid, Robert Blake och Ted Neeley, och 1992 med Gary Sinise och John Malkovich.

### Vredens druvor
Vredens druvor skrevs 1939 och vann Pulitzerpriset 1940. Boken utspelar sig under den stora depressionen i USA och beskriver jordbrukarfamiljen Joad, som drevs från sina ägor på grund av stora dammstormar. Boken blev film 1940 med Henry Fonda och regi av John Ford.

### Öster om Eden
Steinbeck beskriver i Öster om Eden den mänskliga psykologin där man följer två familjer, Hamilton och Trasks parallellt. Han gav en skildring av folkets liv i Kaliforniens bördiga dalar, och han återupplivade framgångsrikt vagabondgänget vid Stilla havets rand i Cannery Row.

### Resa med Charley för att upptäcka Amerika
År 1960 köpte Steinbeck en husbil (kallad Rocinante efter Don Quijotes häst) och körde genom USA med sin pudel Charley. I denna bok, som av många beskrivs som alternerande komisk och melankolisk, beskriver Steinbeck vad han upplevde från Long Island via Maine och Montana till Kalifornien, därifrån till Texas och Louisiana och slutligen tillbaka till sitt hem på Long Island – en resa på ungefär 1500 mil. Enligt hans son Thomas gjorde Steinbeck resan för han visste att han var döende och ville se landet en sista gång. Thomas tyckte det var konstigt att hans styvmor, Elaine, lät Steinbeck åka, eftersom hans hjärttillstånd innebar att han kunde dö när som helst. Sanningshalten i Steinbecks reseberättelse har ifrågasatts.